# Saison 2014-2015 du FC Lorient
Maillots
Chronologie
Saison précédente Saison suivante
La saison 2014-2015 du FC Lorient est la 11e saison du club en Ligue 1, la 9e consécutivement. Elle voit le club s'engager dans trois compétitions que sont la Ligue 1, la Coupe de France, et la Coupe de la Ligue.

## Transferts

### Mercato d'été
| Mercato d'été    | Arrivées | Départs |
| Achats/Ventes    | Jordan Ayew (Olympique de Marseille) François Bellugou et Benjamin Jeannot (AS Nancy-Lorraine) Mehdi Mostefa (AC Ajaccio) Walid Mesloub (Le Havre AC) Vincent Le Goff (FC Istres) | Bruno Ecuele Manga (vers le Cardiff City FC) Vincent Aboubakar (vers le FC Porto) Jérémie Aliadière (vers Umm Salal) Grégory Bourillon (vers le Stade de Reims) Cheick Doukouré (vers le FC Metz) Maxime Baca (vers l'En Avant de Guingamp) Kévin Monnet-Paquet (vers l'AS Saint-Étienne) |
| Prêts            | Sadio Diallo (prêté par le Stade rennais) | Rémi Mulumba (vers l'AJ Auxerre) Baptiste Reynet (vers le Dijon FCO) Maxence Derrien (vers l'US Avranches) |
| Retours de prêts | Mathias Autret (Stade Malherbe de Caen) Rémi Mulumba (Dijon FCO) Cheick Touré (FC Bourg-Péronnas)                                                                                 | Larry Azouni (vers l'Olympique de Marseille) |

### Mercato d'hiver
| Mercato d'hiver | Arrivées                                                             | Départs                                                              |
| Achats/Ventes   | Romain Philippoteaux (Dijon FCO) Didier Ndong (CS sfaxien (Tunisie)) | Bryan Pelé (vers le Stade brestois)                                  |
| Prêts           | Gianni Bruno (Évian Thonon Gaillard FC)                              | Alain Traoré (vers l'AS Monaco) Enzo Reale (vers l'AC Arles-Avignon) |

## Tactique
De la 1re à la 33e + la 35e journée de Ligue 1 :  4-4-2  
| \| Lecomte Gassama Koné Mostefa Guerreiro Autret Abdullah Coutadeur Mesloub J.Ayew Jeannot \| Équipe type de la saison. · D'après les temps de jeu à leur poste. |
| Lecomte Gassama Koné Mostefa Guerreiro Autret Abdullah Coutadeur Mesloub J.Ayew Jeannot                                                                          |

Pour la 34e, la 37e et la 38e journée :   4-5-1 ou 4-1-4-1   
| \| Lecomte Gassama Koné Bellugou ou Lautoa Le Goff ou Guerreiro Philippoteaux Jouffre Ndong Mesloub J.Ayew Mostefa \| |
| Lecomte Gassama Koné Bellugou ou Lautoa Le Goff ou Guerreiro Philippoteaux Jouffre Ndong Mesloub J.Ayew Mostefa       |

Pour la 36e journée :  4-3-3  
| \| Lecomte Gassama Koné Bellugou Lautoa Guerreiro Mostefa Ndong Mesloub J.Ayew Philippoteaux \| |
| Lecomte Gassama Koné Bellugou Lautoa Guerreiro Mostefa Ndong Mesloub J.Ayew Philippoteaux       |

## Avant-saison

### Contexte d'avant-saison
À la suite d'un différend avec le président du FCL Loïc Féry lors du mercato hivernal de la saison 2013-2014, Christian Gourcuff prend la décision de quitter le FCL à la fin de la saison. Il cède sa place à l'entraîneur adjoint Sylvain Ripoll qui entraînera les Merlus pour la saison 2014-2015.

### Stages
Les stages du FC Lorient se déroulent du 24 au 28 juin 2014 à l'Île de Ré et du 28 au 30 juillet à Ploemel.

### Matchs amicaux (avant-saison)
|           | Laval | Brest | Angers | Évian TG | Nantes | Reims |
| Score     | 1-2   | 1-1   | 0-0    | 1-1      | 2-0    | 1-1   |
| Résultats | D     | N     | N      | N        | V      | N     |

Avant de se lancer dans cette saison 2014-2015, le FC Lorient s'est échauffé en affrontant six équipes (trois équipes de Ligue 1 et trois équipes de Ligue 2) entre le 9 juillet et le 2 août 2014.
Le bilan de ces 6 matchs est d'une victoire (face au FC Nantes), 4 matchs nuls et d'une défaite (face au Stade lavallois).

## Coupes

### Coupe de la Ligue 2014-2015
| Tour                  | Seizième de finale | Huitième de finale                                          |
| Adversaires           | Évian TG | St-Étienne                                                  |
| Score (à la mi-temps) | 2-1 (1-1) | 0-1 (0-0)                                                   |
| Résultats             | V | D                                                           |
| Date et lieu          | Le mardi 28 octobre 2014 au Parc des Sports à Annecy                                                                                           | Le mercredi 17 décembre 2014 au Stade du Moustoir à Lorient |
| Heure                 | 20h00 | 18h40                                                       |
| Affluence             | 4526 | 9015                                                        |
| Détail du match       | Pour Évian TG : but de Daniel Wass à la 8e minute Pour Lorient : but de Valentin Lavigne à la 16e minute et but de Jordan Ayew à la 73e minute | Pour St-Étienne : but de Romain Hamouma à la 48e minute     |

Après avoir battu l'Évian Thonon Gaillard FC 2-1 à Annecy en 16e de finale de la Coupe de la Ligue, le parcours des Merlus s'est arrêté en huitièmes de finale à cause de la défaite 0-1 face à l'AS St-Étienne au Moustoir. Le seul but du match, signé Romain Hamouma, a mis fin aux espoirs lorientais en Coupe de la Ligue. Les Merlus n'avaient pas franchi les 16e de finale l'année précédente.

### Coupe de France 2014-2015
Le FC Lorient commence l'année 2015 par son 32e de finale de la Coupe de France qui voyait s'affronter les Merlus et l'US Avranches le samedi 3 janvier 2015. Le match s'est conclu par une victoire surprise 1 à 0 de l'US Avranches (but de Diongue à la 59e minute) et une qualification en 16e de finale de ce dernier. Les Merlus n'ont pas su profiter de leur supériorité numérique après l'expulsion de l'Avranchinais Keita à la 83e minute. C'est la deuxième élimination consécutive des Merlus en 32e de finale de la Coupe de France (défaite 1-0 face à l'AS Yzeure en 2013-2014).

## Saison Ligue 1

### Classements

#### Général
Source : Classement officiel
| Rang | Équipe                   | Pts | J  | G  | N  | P  | Bp | Bc | Diff |
| ---- | ------------------------ | --- | -- | -- | -- | -- | -- | -- | ---- |
| 12   | SC Bastia                | 47  | 38 | 12 | 11 | 15 | 37 | 46 | -9   |
| 13   | SM CaenP                 | 46  | 38 | 12 | 10 | 16 | 54 | 55 | -1   |
| 14   | FC Nantes                | 45  | 38 | 11 | 12 | 15 | 29 | 40 | -11  |
| 15   | Stade de Reims           | 44  | 38 | 12 | 8  | 18 | 45 | 66 | -21  |
| 16   | FC Lorient               | 43  | 38 | 12 | 7  | 19 | 44 | 50 | -6   |
| 17   | Toulouse FC              | 42  | 38 | 12 | 6  | 20 | 43 | 63 | -20  |
| 18   | Evian Thonon-Gaillard FC | 37  | 38 | 11 | 4  | 23 | 41 | 62 | -21  |
| 19   | FC MetzP                 | 30  | 38 | 7  | 9  | 22 | 31 | 61 | -30  |
| 20   | RC LensP                 | 29  | 38 | 7  | 8  | 23 | 32 | 61 | -29  |

Relégation en Ligue 2

#### Domicile et extérieur
Source :  et 
| Rang | Équipe                   | Pts | J  | G | N | P  | Bp | Bc | Diff |
| ---- | ------------------------ | --- | -- | - | - | -- | -- | -- | ---- |
| 11   | Stade rennais FC         | 29  | 19 | 8 | 5 | 6  | 22 | 22 | 0    |
| 12   | FC Nantes                | 28  | 19 | 7 | 7 | 5  | 17 | 17 | 0    |
| 13   | En Avant de Guingamp     | 28  | 19 | 9 | 1 | 9  | 23 | 25 | -2   |
| 14   | Stade de Reims           | 27  | 19 | 8 | 3 | 8  | 24 | 29 | -5   |
| 15   | SM Caen                  | 24  | 19 | 7 | 3 | 9  | 26 | 25 | +1   |
| 16   | OGC Nice                 | 24  | 19 | 6 | 6 | 7  | 21 | 24 | -3   |
| 17   | FC Lorient               | 23  | 19 | 6 | 5 | 8  | 17 | 17 | 0    |
| 18   | Évian Thonon Gaillard FC | 23  | 19 | 7 | 2 | 10 | 20 | 24 | -4   |
| 19   | FC Metz                  | 22  | 19 | 6 | 4 | 9  | 26 | 32 | -6   |
| 20   | RC Lens                  | 19  | 19 | 5 | 4 | 10 | 14 | 24 | -10  |

| Rang | Équipe                   | Pts | J  | G | N | P  | Bp | Bc | Diff |
| ---- | ------------------------ | --- | -- | - | - | -- | -- | -- | ---- |
| 11   | En Avant de Guingamp     | 21  | 19 | 6 | 4 | 9  | 18 | 30 | -12  |
| 12   | FC Lorient               | 20  | 19 | 6 | 2 | 11 | 27 | 33 | -6   |
| 13   | Lille OSC                | 18  | 19 | 5 | 3 | 11 | 17 | 30 | -13  |
| 14   | FC Nantes                | 17  | 19 | 4 | 5 | 9  | 12 | 23 | -11  |
| 15   | Stade de Reims           | 17  | 19 | 4 | 5 | 10 | 23 | 37 | -14  |
| 16   | SC Bastia                | 16  | 19 | 4 | 4 | 11 | 13 | 28 | -15  |
| 17   | Évian Thonon Gaillard FC | 14  | 19 | 4 | 2 | 13 | 21 | 37 | -16  |
| 18   | Toulouse FC              | 12  | 19 | 4 | 0 | 15 | 15 | 35 | -20  |
| 19   | RC Lens                  | 10  | 19 | 2 | 4 | 13 | 18 | 37 | -19  |
| 20   | FC Metz                  | 8   | 19 | 1 | 5 | 13 | 5  | 29 | -24  |

#### Fair play
Le classement du fair-play s'établit de la manière suivante :
- Si l'équipe obtient un carton jaune, elle reçoit 1 point.
- Si l'équipe obtient un carton rouge, elle reçoit 3 points.

Le but de ce classement est d'avoir le moins de points à la fin de la saison.
Source : 
| Rang | Club               | Points | Cartons jaunes | Cartons rouges |
| 1    | Montpellier HSC    | 54     | 51             | 1              |
| 2    | Stade rennais FC   | 57     | 54             | 1              |
| 3    | SM Caen            | 57     | 42             | 5              |
| 4    | FC Lorient         | 60     | 54             | 2              |
| 5    | Olympique lyonnais | 67     | 64             | 1              |

#### Championnat de France des tribunesde Ligue 1
Source : 

| Rang | Club participant | Points | Ambiance et Animation | Fidélité | Bonus/Malus |
| 6    | Stade de Reims   | 140    | 79                    | 65       | -4          |
| 7    | RC Lens          | 134    | 95                    | 97       | -58         |
| 8    | FC Lorient       | 129    | 63                    | 74       | -8          |
| 9    | AS Saint-Étienne | 124    | 90                    | 98       | -64         |
| 10   | FC Nantes        | 122    | 111                   | 85       | -74         |

### Résultats par journée

#### Résultats et classement
| Journée  | 1  | 2  | 3   | 4  | 5  | 6   | 7   | 8   | 9   | 10  | 11  | 12  | 13  | 14  | 15  | 16  | 17  | 18  | 19  |
| -------- | -- | -- | --- | -- | -- | --- | --- | --- | --- | --- | --- | --- | --- | --- | --- | --- | --- | --- | --- |
| Terrain  | E  | D  | E   | D  | E  | D   | E   | D   | E   | D   | E   | D   | E   | D   | E   | D   | E   | D   | D   |
| Résultat | V  | N  | D   | V  | D  | D   | D   | D   | V   | D   | D   | D   | D   | V   | V   | N   | D   | V   | D   |
| Points   | 3  | 4  | 4   | 7  | 7  | 7   | 7   | 7   | 10  | 10  | 10  | 10  | 10  | 13  | 16  | 17  | 17  | 20  | 20  |
| Place    | 5e | 6e | 12e | 7e | 8e | 11e | 17e | 17e | 14e | 15e | 17e | 18e | 20e | 17e | 15e | 16e | 17e | 14e | 15e |

| Journée  | 20  | 21  | 22  | 23  | 24  | 25  | 26  | 27  | 28  | 29  | 30  | 31  | 32  | 33  | 34  | 35  | 36  | 37  | 38  |
| -------- | --- | --- | --- | --- | --- | --- | --- | --- | --- | --- | --- | --- | --- | --- | --- | --- | --- | --- | --- |
| Terrain  | E   | D   | E   | D   | E   | D   | E   | D   | E   | D   | E   | D   | E   | D   | E   | D   | E   | E   | D   |
| Résultat | D   | V   | D   | N   | V   | N   | D   | V   | D   | V   | D   | D   | N   | D   | V   | N   | V   | N   | D   |
| Points   | 20  | 23  | 23  | 24  | 27  | 28  | 28  | 31  | 31  | 34  | 34  | 34  | 35  | 35  | 38  | 39  | 42  | 43  | 43  |
| Place    | 16e | 14e | 15e | 17e | 16e | 16e | 17e | 17e | 17e | 15e | 17e | 17e | 16e | 18e | 16e | 15e | 14e | 16e | 16e |

Terrain : D = Domicile ; E = Extérieur. 
Résultat : D = Défaite ; N = Nul ; V = Victoire.

#### Buts marqués par journée
Ce graphique représente le nombre de buts marqués lors de chaque journée.
Total de 44 buts en 38 journées (soit 1,18/match)

### Calendrier
|           | Bastia | Bordeaux | Caen | Évian TG | Guingamp | Lens | Lille | Lyon | Marseille | Metz | Monaco | Montpellier | Nantes | Nice | Paris | Reims | Rennes | Saint-Étienne | Toulouse |
| Domicile  | J27    | J35      | J29  | J8       | J4       | J14  | J21   | J25  | J16       | J18  | J38    | J23         | J19    | J2   | J12   | J6    | J31    | J10           | J33      |
| Extérieur | J9     | J17      | J11  | J26      | J22      | J32  | J3    | J7   | J34       | J36  | J1     | J5          | J37    | J20  | J30   | J24   | J13    | J28           | J15      |

### Adversaires et scores
Les scores situés à la verticale sont à lire à l'envers si l'on veut connaître le score du FCL.
| Résultats (▼dom., ►ext.)                                   | SCB | GdB | SMC | ETG | EAG | RCL | LOSC | FCL | OL  | OM  | FCM | ASM | MHSC | FCN | OGCN | PSG | SdR | SRFC | ASSE | TFC |
| SC Bastia                                                  |     |     |     |     |     |     |      | 0-2 |     |     |     |     |      |     |      |     |     |      |      |     |
| FC Girondins de Bordeaux                                   |     |     |     |     |     |     |      | 3-2 |     |     |     |     |      |     |      |     |     |      |      |     |
| SM Caen                                                    |     |     |     |     |     |     |      | 2-1 |     |     |     |     |      |     |      |     |     |      |      |     |
| Évian TG                                                   |     |     |     |     |     |     |      | 1-0 |     |     |     |     |      |     |      |     |     |      |      |     |
| EA Guingamp                                                |     |     |     |     |     |     |      | 3-2 |     |     |     |     |      |     |      |     |     |      |      |     |
| RC Lens                                                    |     |     |     |     |     |     |      | 0-0 |     |     |     |     |      |     |      |     |     |      |      |     |
| Lille OSC                                                  |     |     |     |     |     |     |      | 2-0 |     |     |     |     |      |     |      |     |     |      |      |     |
| FC Lorient                                                 | 2-0 | 0-0 | 2-1 | 0-2 | 4-0 | 1-0 | 1-0  |     | 1-1 | 1-1 | 3-1 | 0-1 | 0-0  | 1-2 | 0-0  | 1-2 | 0-1 | 0-3  | 0-1  | 0-1 |
| Olympique lyonnais                                         |     |     |     |     |     |     |      | 4-0 |     |     |     |     |      |     |      |     |     |      |      |     |
| Olympique de Marseille                                     |     |     |     |     |     |     |      | 3-5 |     |     |     |     |      |     |      |     |     |      |      |     |
| FC Metz                                                    |     |     |     |     |     |     |      | 0-4 |     |     |     |     |      |     |      |     |     |      |      |     |
| AS Monaco                                                  |     |     |     |     |     |     |      | 1-2 |     |     |     |     |      |     |      |     |     |      |      |     |
| Montpellier HSC                                            |     |     |     |     |     |     |      | 1-0 |     |     |     |     |      |     |      |     |     |      |      |     |
| FC Nantes                                                  |     |     |     |     |     |     |      | 1-1 |     |     |     |     |      |     |      |     |     |      |      |     |
| OGC Nice                                                   |     |     |     |     |     |     |      | 3-1 |     |     |     |     |      |     |      |     |     |      |      |     |
| Paris Saint-Germain FC                                     |     |     |     |     |     |     |      | 3-1 |     |     |     |     |      |     |      |     |     |      |      |     |
| Stade de Reims                                             |     |     |     |     |     |     |      | 1-3 |     |     |     |     |      |     |      |     |     |      |      |     |
| Stade rennais FC                                           |     |     |     |     |     |     |      | 1-0 |     |     |     |     |      |     |      |     |     |      |      |     |
| AS Saint-Étienne                                           |     |     |     |     |     |     |      | 2-0 |     |     |     |     |      |     |      |     |     |      |      |     |
| Toulouse FC                                                |     |     |     |     |     |     |      | 2-3 |     |     |     |     |      |     |      |     |     |      |      |     |
| - Victoire à domicile - Match nul - Victoire à l'extérieur |     |     |     |     |     |     |      |     |     |     |     |     |      |     |      |     |     |      |      |     |

### Bilan par adversaires
| Rang | Équipe                   | Pts | J | G | N | P | Bp | Bc | Diff |
| ---- | ------------------------ | --- | - | - | - | - | -- | -- | ---- |
| 1    | FC Metz                  | 6   | 2 | 2 | 0 | 0 | 7  | 1  | +6   |
| 2    | SC Bastia                | 6   | 2 | 2 | 0 | 0 | 4  | 0  | +4   |
| 3    | Olympique de Marseille   | 4   | 2 | 1 | 1 | 0 | 6  | 4  | +2   |
| 4    | RC Lens                  | 4   | 2 | 1 | 1 | 0 | 1  | 0  | +1   |
| 5    | En Avant de Guingamp     | 3   | 2 | 1 | 0 | 1 | 6  | 3  | +3   |
| 6    | Stade de Reims           | 3   | 2 | 1 | 0 | 1 | 3  | 2  | +1   |
| 7    | SM Caen                  | 3   | 2 | 1 | 0 | 1 | 3  | 3  | 0    |
| 7    | Toulouse FC              | 3   | 2 | 1 | 0 | 1 | 3  | 3  | 0    |
| 9    | AS Monaco                | 3   | 2 | 1 | 0 | 1 | 2  | 2  | 0    |
| 10   | Lille OSC                | 3   | 2 | 1 | 0 | 1 | 1  | 2  | -1   |
| 11   | Girondins de Bordeaux    | 1   | 2 | 0 | 1 | 1 | 2  | 3  | -1   |
| 11   | FC Nantes                | 1   | 2 | 0 | 1 | 1 | 2  | 3  | -1   |
| 13   | Montpellier HSC          | 1   | 2 | 0 | 1 | 1 | 0  | 1  | -1   |
| 14   | OGC Nice                 | 1   | 2 | 0 | 1 | 1 | 1  | 3  | -2   |
| 15   | Olympique Lyonnais       | 1   | 2 | 0 | 1 | 1 | 1  | 5  | -4   |
| 16   | Paris SG                 | 0   | 2 | 0 | 0 | 2 | 2  | 5  | -3   |
| 17   | Évian Thonon Gaillard FC | 0   | 2 | 0 | 0 | 2 | 0  | 3  | -3   |
| 17   | AS Saint-Étienne         | 0   | 2 | 0 | 0 | 2 | 0  | 3  | -3   |
| 19   | Stade rennais FC         | 0   | 2 | 0 | 0 | 2 | 0  | 4  | -4   |

## Dates-clés
- 23 juin 2014 : Reprise
- 10 août 2014 : 1er match de Ligue 1 et 1re victoire pour le FC Lorient. Les Merlus s'imposent 2-1 sur la pelouse de l'AS Monaco.
- 28 octobre 2014 : Qualification des Merlus pour les 8es de finale de la Coupe de la Ligue grâce à la victoire 2-1 face à Évian.
- 1er novembre 2014 : Le FC Lorient est pour la 1re fois de la saison relégable à la suite de la défaite 1-2 face au Paris Saint-Germain.
- 7 novembre 2014 : Après une série de 8 défaites en 9 matchs en Ligue 1, Lorient atteint la 20e place pour la 1re fois depuis plusieurs années.
- 17 décembre 2014 : Élimination en 8es de finale de la Coupe de la Ligue due à la défaite 1 à 0 face à St-Étienne au Moustoir.
- 20 décembre 2014 : Après un début de saison catastrophique, le FC Lorient s'est ressaisi en novembre et en décembre pour atteindre à la mi-saison la 15e place de la Ligue 1 mais reste à seulement un point de la zone de relégation.
- 3 janvier 2015 : Élimination surprise des Merlus en 32e de finale de Coupe de France face à l'US Avranches.
- 18 avril 2015 : Les Lorientais retrouvent la zone de relégation 5 mois après l'avoir quittée après la défaite à domicile 1 à 0 face à Toulouse.
- 24 avril 2015 : Victoire retentissante du FC Lorient 5 à 3 face à l'Olympique de Marseille au Stade Vélodrome lors de la 34e journée de Ligue 1. Ce résultat permet aux Merlus de sortir de la zone rouge alors que ces derniers étaient 18e et possédaient deux points de retard sur le premier non-relégable.
- 9 mai 2015 : Le FC Lorient a quasiment acquis son maintien en Ligue 1 après sa large victoire 4-0 face à Metz au stade Saint-Symphorien.
- 16 mai 2015 : Le FC Lorient obtient officiellement son maintien en Ligue 1 après l'obtention de son point du match nul 1-1 face au FC Nantes et la défaite de l'Évian TG 2 à 1 face à l'ASSE lors de la 37e journée du Championnat. Les Merlus seront présents lors de la saison 2015-2016 de Ligue 1 pour une 12e saison dans l'élite, la 10e consécutivement.
- 23 mai 2015 : Le dernier match de la saison pour Lorient est marqué par la défaite 0-1 à domicile face à l'AS Monaco mais aussi par l'arrêt définitif de la carrière de footballeur de Fabien Audard, le mythique gardien des Merlus, qui aura pu jouer près de sept minutes en fin de match. Le FC Lorient finit la saison 2014-2015 de Ligue 1 à la 16e place.

## Affluences[Note 3]

### Plus grosses affluences de la saison au Stade Yves Allainmat / du Moustoir
| Rang | Match                               | Journée | Date     | Affluence |
| 1    | FC Lorient - Girondins de Bordeaux  | J35     | 02.05.15 | 16143     |
| 2    | FC Lorient - Olympique de Marseille | J16     | 02.12.14 | 16011     |
| 3    | FC Lorient - AS Monaco              | J38     | 23.05.15 | 15844     |
| 4    | FC Lorient - Paris Saint-Germain    | J12     | 01.11.14 | 15652     |
| 5    | FC Lorient - FC Nantes              | J19     | 20.12.14 | 15091     |

### Plus faibles affluences de la saison au Stade Yves Allainmat / du Moustoir
| Rang | Match                                 | Journée | Date     | Affluence |
| 1    | FC Lorient - Évian Thonon Gaillard FC | J8      | 27.09.14 | 10391     |
| 2    | FC Lorient - FC Metz                  | J18     | 13.12.14 | 11507     |
| 3    | FC Lorient - Montpellier HSC          | J23     | 31.01.15 | 11549     |

### Affluences match par match
Ce graphique représente le nombre de spectateurs (en milliers) lors de chaque rencontre à domicile de Lorient en Ligue 1.
Total de 259 329 spectateurs en 19 matchs à domicile (13.649 /match)

## Statistiques diverses

### Meilleurs buteurs
- Ligue 1 : Jordan Ayew (12 buts)
- Coupe de la Ligue : Valentin Lavigne et Jordan Ayew (1 but)
- Coupe de France : Pas de but marqué

### Meilleurs passeurs
- Ligue 1 : Jordan Ayew (6 passes décisives)
- Coupe de la Ligue : ?
- Coupe de France : pas de passe décisive

### Buts

#### En Ligue 1
- Nombre de buts marqués  : 44
- Premier but de la saison : Vincent Aboubakar
- Premier penalty : Vincent Aboubakar
- Premier doublé : Valentin Lavigne
- But le plus rapide d'une rencontre : Papy Djilobodji  (csc) (4e minute)
- But le plus tardif d'une rencontre : Valentin Lavigne (90+3e minute)
- Plus grande marge de victoire à domicile : 4-0 (Lorient-Guingamp)
- Plus grande marge de victoire à l'extérieur : 0-4 (Metz-Lorient)
- Plus grand nombre de buts marqués : 5 (face à Marseille)
- Plus grand nombre de buts marqués en une mi-temps : 4 (face à Guingamp)

### Discipline

#### En Ligue 1
- Nombre de cartons jaunes : 54
- Nombre de cartons rouges : 2
- Joueur ayant obtenu le plus de cartons jaunes  : Jordan Ayew (8)
- Premier carton jaune : Mathieu Coutadeur (15e minute de la 1re journée)
- Premier carton rouge : Walid Mesloub (90e minute de la 8e journée)
- Carton jaune le plus rapide : Benjamin Lecomte (4e minute)
- Carton jaune le plus tardif : Benjamin Lecomte (après le coup de sifflet final)
- Carton rouge le plus rapide : Didier Ndong (67e minute)
- Carton rouge le plus tardif : Walid Mesloub (90e minute)
- Plus grand nombre de cartons jaunes dans un match : 4 (face à Marseille)
- Plus grand nombre de cartons rouges dans un match : 1 (face à Évian TG et St-Étienne)

#### En Coupe de la Ligue
- Nombre de cartons jaunes : 0 (en deux matchs)
- Nombre de cartons rouges : 0

### Temps de jeu

#### Toutes compétitions confondues
- Joueur ayant le plus joué : Benjamin Lecomte (titularisé 38 fois sur 40 matchs ou 3507 minutes)
- Joueur de champ ayant le plus joué : Raphaël Guerreiro (2949 minutes)

#### En Ligue 1
- Joueur ayant le plus joué : Benjamin Lecomte (la quasi-totalité des matchs ou 3417 minutes)
- Joueur de champ ayant le plus joué : Raphaël Guerreiro (32 titularisations / 2769 minutes)

#### En Coupe de la Ligue
- Joueurs ayant le plus joué :  Florent Chaigneau, Pedrinho et Yoann Wachter (la totalité des deux matchs ou 180 minutes)

### Merlus d'or
- Meilleur joueur : Benjamin Lecomte
- Meilleur espoir : Valentin Lavigne
- Meilleur match : Marseille-Lorient (3-5)
- Prix du public : Fabien Audard